# IC 409
IC 409 ist eine binukleare elliptische Galaxie vom Hubble-Typ E im Sternbild Orion am Nordsternhimmel. Sie schätzungsweise 376 Millionen Lichtjahre von der Milchstraße entfernt und hat einen Durchmesser von etwa 75.000 Lichtjahren.
Im selben Himmelsareal befinden sich u. a. die Galaxien IC 412, IC 414, IC 2123, IC 2124.
Das Objekt wurde am 12. Januar 1894 vom französischen Astronomen Stéphane Javelle entdeckt.